# Войвож (приток Коблы)
Войвож (устар. Вой-Вож) — река в России, протекает по территории Вуктыльского округа в Республике Коми. Устье реки находится в 26 км по правому берегу реки Кобла. Длина реки составляет 10 км.
Река вытекает из болота Вадьянюр в 20 км к юго-западу от города Вуктыл. Течёт на юго-запад, всё течение проходит по ненаселённой, заболоченной тундре. Приток — Сотчемъель (левый).

## Этимология гидронима
Войвож — «северный приток» на коми, от вой — «ночь», «север», «северный» и вож — «приток».

## Данные водного реестра
По данным государственного водного реестра России относится к Двинско-Печорскому бассейновому округу, водохозяйственный участок реки — Печора от водомерного поста у посёлка Шердино до впадения реки Уса, речной подбассейн реки — бассейны притоков Печоры до впадения Усы. Речной бассейн реки — Печора.
Код объекта в государственном водном реестре — 03050100212103000061043.